# 伦敦桥
51°30′29″N 0°05′16″W / 51.50806°N 0.08778°W
伦敦桥（英語：London Bridge）是一座横跨英國泰晤士河的箱形樑橋，主要連結倫敦都會區內的倫敦市和南華克兩個行政區。坎農街鐵路橋位于它的西侧；著名的伦敦塔桥位于它的东面。橋南岸是倫敦地鐵倫敦橋站和南華克座堂。這座舉世知名的橋在1750年威斯敏斯特橋通車前，是越過泰晤士河的唯一橋樑，亦是倫敦所建歷史最悠久的一座橋。

## 历史
伦敦桥所在的地方在近2000年来一直有不同的桥。第一座横跨泰晤士河的桥是木桥，由罗马人在50年左右搭的。这个位置的河够窄可以搭桥，也够深可以允许海船进入。罗马人撤离英国之后，这座桥逐渐失修，但是在公元1014年前重新修建或修理完好。1014年，英王愛塞烈德二世（Æthelred II）在抵抗由丹麥國王斯溫（Sweyn Forkbeard，即後來短暫統治過英國的斯溫一世）的入侵武力时下令烧毁这座桥。这次摧毁很可能是知名的童谣《伦敦桥要倒了》中描述的故事。重建的伦敦桥在1091年被暴风雨摧毁，再次重建，于1136年烧毁。

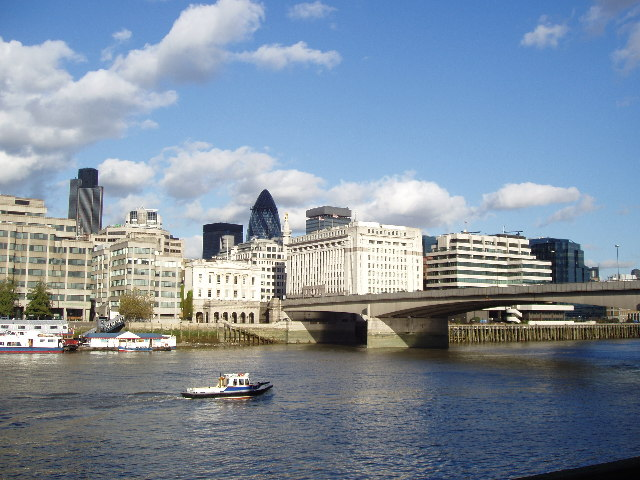
由倫敦橋南岸向北岸眺望的景色。攝於2005年11月。

1136年後，倫敦橋兄弟會（Brethren of London Bridge）的主持人、聖瑪麗科爾教堂的牧師彼得（Peter de Colechurch）提議興建石橋以取代先前木橋，在額外抽取稅項提供經費下，石橋於亨利二世任內開始興建，在1209年約翰王任內完成，為時33年。由於約翰王允許橋上建設建築物，因此當時橋上擠滿房屋，甚至包括教堂。26呎的橋面擠到只剩下6呎通道供來往交通。當時有過二百商戶營業，不少人來此購物因為有遮蔽和由於實施宵禁不少人認為在橋上較安全。當時橋上形成了一個自成一格的社群，最大威脅是火災和擁擠引起墮海事件。在1212年一次可能是倫敦早期最嚴重的大火中（又稱為南華克大火），由於火頭同時由橋兩端燃起人群無法逃生，造成三千人遇難。另一場1633年大火令橋北端三分之一燒毀，不過也正由於這原因在橋北端形成一個自然的防火線，反而使得倫敦橋能倖免於1666年的倫敦大火、未被波及。1722年由於交通擠塞太嚴重市長下令所有交通工具靠單邊出入，這相信是英國行車靠左慣例開始。
18世紀末期橋已不能發揮原來作用，在1824到1831年期新橋建成，而舊橋一直同時使用直至落成為止。

## 外部連結
- The London Bridge Museum and Educational Trust （页面存档备份，存于），倫敦橋博物館和信托基金
- . BBC London.   [2022-04-12]. （原始内容存档于2021-07-01） （英国英语）.
- Southwark Council page with more info about the bridge
- . BBC.   [2022-04-12]. （原始内容存档于2022-03-05） （英国英语）.
- . M. Salmon. 1830  [2022-04-12]. （原始内容存档于2022-04-12） （英语）.
- The London Bridge Experience